# Robert Green Hall
Robert Green Hall (* 27. November 1973 in Detroit, Michigan, Vereinigte Staaten; † 24. Mai 2021) war ein US-amerikanischer Make-up-Designer, Spezialeffektdesigner, Visuelleffektdesigner, Filmproduzent, Filmregisseur und Drehbuchautor sowie Gitarrist in der Band Zero 1.

## Leben

### Karriere
Geboren in Detroit, begann Hall seine Karriere als Jugendlicher in Alabama, wo er Schminke und andere Materialien auf dem örtlichen Markt für das Halloween-Make-up seiner Freunde kaufte. Während seine Freunde Sport trieben, war Hall beschäftigt, sein Gesicht im Spiegel zu schminken, mit Tipps von Horror-Zeitschriften, wie Fangoria. Im Jahr 1992, im Alter von 18 Jahren, reiste er mehr als 300 Meilen nach Selma, Alabama, wo er Tom Burman darum bat, ihn für den Film Abel Ferrara’s Body Snatchers als assistierenden Make-up-Designer einzustellen.
Im Jahr 1996 beschloss Hall, sein eigenes Studio zu gründen. Aus dem Titel eines Liebesliedes zog er den Namen Almost Human special effects makeup studio für seine Firma.
In den frühen Phasen des Unternehmens arbeitete Hall mit extrem kleinen Budgets für mehr als 30 Film- und Fernseh-Projekte für den legendären Roger Corman. Er leitete den Dokumentarfilm Behind the Sting mit Adam West für Corman. Robert Hall und seine Almost Human Inc schuf FX-Make-up für Filme wie The Crazies – Fürchte deinen Nächsten, Paranormal Activity 2 und Quarantäne. 2005 machte Hall sein Regie- und Drehbuch-Spielfilmdebüt mit Lightning Bug.
Im Jahr 2009 führte Robert Hall Regie in der Web-Serie Fear Clinic.
Zuletzt schrieb Hall das Drehbuch und führte Regie in dem Film Chromeskull: Laid to Rest 2. Der Film wurde von Image Entertainment am 20. September 2011 veröffentlicht.
Hall machte Musikvideos für Kevn Kinney, Buckcherry und die Rockgruppe Manntis.

### Privatleben
Wenn er nicht arbeitete, schrieb er Liedtexte. Außerdem spielte er Bass in der Band Zero 1 mit Hal Sparks und er führte Regie bei Musikvideos für Rockbands wie Buckcherry, Manntis, Kevn Kinney und In This Moment.

### Ehen
Robert Hall heiratete am 10. Juli 2011 die Schauspielerin Angelina Armani. Zuvor war er mit der Schauspielerin Bobbi Sue Luther verheiratet.

## Filmografie (Auswahl)

### Als Make-up-Designer
- 1993: Body Snatchers – Angriff der Körperfresser (Body Snatchers)
- 1995: Der Pakt mit dem Dämon (Night of the Scarecrow)
- 1998: Akte X – Der Film (The X-Files)
- 2001: Black Scorpion (Fernsehserie, 22 Folgen)
- 2001–2003: Buffy – Im Bann der Dämonen (Buffy the Vampire Slayer, Fernsehserie, 11 Folgen)
- 2002: Secretary
- 2002: Air Panic (Panic)
- 2002–2003: Firefly – Der Aufbruch der Serenity (Firefly, Fernsehserie, 12 Folgen)
- 2002–2004: Angel – Jäger der Finsternis (Angel, Fernsehserie, 66 Folgen)
- 2005–2006: The Inside (Fernsehserie, 12 Folgen)
- 2006: Room 6
- 2008: Killer Pad
- 2008: Das Lächeln der Sterne (Nights in Rodanthe)
- 2008: Quarantäne (Quarantine)
- 2008–2009: Terminator: The Sarah Connor Chronicles (Fernsehserie, 31 Folgen)
- 2010: The Crazies – Fürchte deinen Nächsten (The Crazies)
- 2010: Devil – Fahrstuhl zur Hölle (Devil)
- 2010: Paranormal Activity 2
- 2011: Quarantäne 2: Terminal (Quarantine 2: Terminal)
- 2011: Paranormal Activity 3
- 2012: No One Lives – Keiner überlebt! (No One Lives)
- 2012: The Collection – The Collector 2 (The Collection)
- 2012: Paranormal Activity 4
- 2013: Wer – Das Biest in dir (Wer)
- 2014: Those Who Kill (Fernsehserie, 10 Folgen)
- 2015: Area 51

### Als Spezialeffektdesigner
- 1995: Ace Ventura – Jetzt wird’s wild (Ace Ventura: When Nature Calls)
- 1995: Jumanji
- 1997: Das Relikt (The Relic)
- 2005: Dirty
- 2009: Slammin’ Salmon – Butter bei die Fische! (The Slammin’ Salmon)

### Als Produzent
- 2008: The Burrowers – Das Böse unter der Erde (The Burrowers)
- 2009: Red Sands
- 2009: Laid to Rest
- 2011: Chromeskull: Laid to Rest 2
- 2014: Fear Clinic

### Als Regisseur
- 2009: Laid to Rest
- 2009: Fear Clinic (Fernsehserie, 5 Folgen)
- 2011: Chromeskull: Laid to Rest 2
- 2014: Fear Clinic

### Als Visuelleffektdesigner
- 2012: Wilfred (Fernsehserie, 13 Folgen)
- 2013: Wer – Das Biest in dir (Wer)

### Als Drehbuchautor
- 2009: Laid to Rest
- 2011: Chromeskull: Laid to Rest 2
- 2014: Fear Clinic

### Als Schauspieler
- 2008: Quarantäne (Quarantine)

### Als Filmeditor
- 2011: Chromeskull: Laid to Rest 2

## Auszeichnungen
Chainsaw Award
- 2006: Nominiert in der Kategorie Best Makeup/Creature FX für Dead Birds
- 2009: 2. Platz in der Kategorie Best Makeup/Creature FX für Quarantäne
- 2010: Nominiert in der Kategorie Best Makeup/Creature FX für The Burrowers – Das Böse unter der Erde
- 2011: Nominiert in der Kategorie Best Makeup/Creature FX für The Crazies – Fürchte deinen Nächsten

Sonstige
- 2015: Nominiert für den International Fantasy Film Award in der Kategorie Bester Film für Fear Clinic